# Administrativní dělení Trinidadu a Tobaga

Mapa administrativních dílčích celků Trinidadu a Tobaga

Trinidad a Tobago je ostrovní stát v karibské oblasti, který sestává ze dvou hlavních ostrovů, Trinidadu a Tobaga a množství drobnějších ostrovů. Z územně-správního hlediska je Trinidad rozdělen do 9 regionů a 5 měst (pro 2 z nich se používá anglický výraz „City“, pro zbývající 3 pak výraz „Borough“). Ostrov Tobago je autonomní oblast státu. 

## Přehled území
Následující tabulka zahrnuje základní informace o všech územně-správních celcích Trininadu a Tobaga.
| Území                             | ISO kód | Sídlo               | Rozloha (km²) | Počet obyvatel | Hustota zalidnění (obyv./km²) |
| --------------------------------- | ------- | ------------------- | ------------- | -------------- | ----------------------------- |
| City of Port of Spain             | TT-POS  | Port of Spain       | 12            | 37 074         | 3 090                         |
| City of San Fernando              | TT-SFO  | San Fernando        | 19            | 48 838         | 2 570                         |
| Borough of Arima                  | TT-ARI  | Arima               | 12            | 33 606         | 2 801                         |
| Borough of Chaguanas              | TT-CHA  | Chaguanas           | 59            | 83 516         | 1 416                         |
| Borough of Point Fortin           | TT-PTF  | Point Fortin        | 25            | 20 235         | 809                           |
| Region of Couva-Tabaquite-Talparo | TT-CTT  | Couva               | 723           | 178 410        | 247                           |
| Region of Diego Martin            | TT-DMN  | Diego Martin        | 126           | 102 957        | 817                           |
| Region of Mayaro-Rio Claro        | TT-MRC  | Rio Claro           | 814           | 35 650         | 44                            |
| Region of Penal-Debe              | TT-PED  | Debe                | 246           | 89 392         | 363                           |
| Region of Princes Town            | TT-PRT  | Princes Town        | 620           | 102 375        | 165                           |
| Region of San Juan-Laventille     | TT-SJL  | San Juan-Laventille | 239           | 157 258        | 658                           |
| Region of Sangre Grande           | TT-SGE  | Sangre Grande       | 927           | 75 766         | 82                            |
| Region of Siparia                 | TT-SIP  | Siparia             | 495           | 86 949         | 176                           |
| Region of Tunapuna-Piarco         | TT-TUP  | Tunapuna            | 510           | 215 119        | 422                           |
| Autonomous Island Tobago          | TT-TOB  | Scarborough         | 300           | 60 874         | 203                           |
| Trinidad a Tobago                 | TT      | Port of Spain       | 5 127         | 1 328 019      | 259                           |